# Telmatophilus caricis
Telmatophilus caricis är en skalbaggsart som först beskrevs av Olivier 1790.  Telmatophilus caricis ingår i släktet Telmatophilus, och familjen fuktbaggar. Arten är reproducerande i Sverige.